# Ludwig Friedrich von Sachsen-Hildburghausen

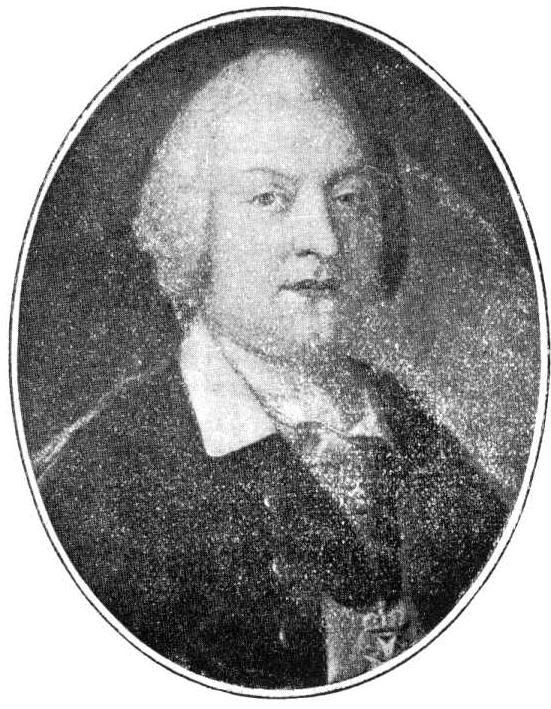
Prinz Ludwig Friedrich von Sachsen-Hildburghausen

Ludwig Friedrich von Sachsen-Hildburghausen (* 11. September 1710 in Hildburghausen; † 10. Juni 1759 in Nijmegen) war Prinz von Sachsen-Hildburghausen.

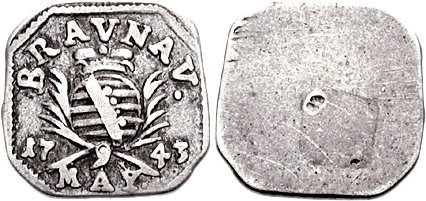
Braunauer Notklippen zu 6 Kreuzer mit der Jahreszahl 1743. (Silber, 1,12 g)

## Leben
Ludwig Friedrich war der jüngere Sohn des Herzogs Ernst Friedrich I. von Sachsen-Hildburghausen und dessen Gemahlin Gräfin Sophia Albertine von Erbach-Erbach. Damit gehörte er dem Haus Sachsen-Hildburghausen an. In seiner Jugend trat er in kaiserlichen Militärdienst und wurde durch Friedrich Heinrich von Seckendorff ausgebildet. Seit 1738 Generalmajor, war er ein Jahr später am Feldzug gegen die Türken in Ungarn beteiligt und wurde 1739 zum Generalfeldwachtmeister ernannt. Zwei Jahre später gab er den kaiserlichen Dienst auf und trat in das bayerische Heer ein, wo er im Österreichischen Erbfolgekrieg kämpfte. 1742 wurde er in Bayern Generalfeldmarschallleutnant. Kaiser Karl VII. übergab ihm das Infanterieregiment „Holnstein“ und ernannte ihn 1743 zum General-Feldzeugmeister. Als Kommandant der belagerten Stadt Braunau am Inn ließ er zur Deckung des Bedarfes 1743 die Braunauer Notklippen prägen. Als die Edelmetallvorräte erschöpft waren, wurden sie aus Zinn und Blei hergestellt.
Kurfürst Maximilian III. beförderte ihn 1745 zum Oberbefehlshaber sämtlicher bayerischer Truppen. In Holland kämpfte er 1746–1748 weiter im Österreichischen Erbfolgekrieg und besaß ein eigenes Regiment „Hildburghausen“. 1748 nahm er seinen Abschied aus bayerischen Diensten und begab sich in seine Heimatstadt.
Der Prinz heiratete am 4. Mai 1749 in Weikersheim Christiane Luise (1713–1778), Tochter des Herzog Joachim Friedrich von Holstein-Sonderburg-Plön und Witwe des Grafen Albrecht Ludwig von Hohenlohe-Weikersheim. Die Ehe blieb kinderlos. Durch finanzielle Zuwendungen des Hauses Hohenlohe war es Ludwig Friedrich möglich, das Rittergut Hellingen wiederaufzubauen, welches er sehr aufwändig restaurierte. Von Gläubigern verfolgt, nahm er in Holland wieder aktiven Dienst an und starb 1759 als Gouverneur von Nijmegen.